# پیر ولتیه
پیر ولتیه (فرانسوی: Pierre Vaultier‎؛ زادهٔ ۲۴ ژوئن ۱۹۸۷) اسنوبردسوار اهل فرانسه است.
وی همچنین برندهٔ جوایزی همچون لژیون دونور (شوالیه) شده‌است.
وی در مسابقات کشوری و بین‌المللی در مجموع برندهٔ ۳ مدال طلا شده‌است.